# Dynamic Logical Partitioning
Dynamic Logical Partitioning（ダイナミックLPAR、動的LPAR、D-LPARまたはDLPAR）とは、対象のLPARで稼働しているオペレーティングシステムの停止を必要とせずに、LPARを動的に再構成する機能である。DLPARは、同一サーバー（筐体）内の複数のLPAR間で、CPU能力、メモリ、入出力インターフェースを支障なく移動できる。
DLPARはIBMのPOWERベースのサーバーであるPower Systemsでサポートされており、AIX、IBM i、Linuxで使用できる。またIBMメインフレームでは更に柔軟な機能がサポートされている。

## 概要
IBMは2002年10月、AIX 5.2の機能とともに、POWER4ベースのサーバー上で、DLPARを発表した。DLPARは、POWER4のサーバーの大半と以後のPOWERシステム上で、オペレーティングシステムのAIXとi5/OSによってサポートされた。POWER版のLinuxもDLPARをサポートしたが、その動的再構成機能はCPUとPCIデバイスに制限され、メモリは含まれなかった。AIXでDLPARが発表された7年後の2009年10月、POWERシステム上のLinuxでもメモリのDLPARが可能になった。
DLPARの基礎は IBM Systems Journal の "Dynamic reconfiguration: Basic building blocks for autonomic computing on IBM pSeries Servers" に記述されており、DLPARの発明者は Joefon Jann である。
2004年にはPOWER5がDLPAR機能の拡張であるMicro-Partitioningを追加し、1プロセッサ当たり最大 10 LPAR を構成可能になり、1台のマルチプロセッササーバーでは最大 254 LPAR をサポートした（これにより、1台で最大 254 の独立したオペレーティングシステムのインスタンスが稼働可能となった）。
DLPARの機能には多くの利点がある。迅速にインフラが構築でき、ハードウェア資源の計画・割当・提供が自動化できる。また例えばメモリ・プロセッサ・I/Oスロットは、そのLPAR上で稼働しているオペレーティングシステムやアプリケーションの停止を伴わずに、追加・削除や他のLPARへ移動ができるため、リソースの有効利用と使用率の向上につながる。なおIBM DB2はDLPARのイベントを検知して、自動的に自分自身の LPAR 資源を変更する事ができる。

## メインフレーム
IBM のzSeriesやSystem zなどのメインフレームや、Linux on zSeries を含むオペレーティングシステムでは、DLPARよりも更に洗練された方法をサポートする。これらのメインフレームプラットフォームでは、LPAR に関連した機能として、IRD、Sysplex、Parallel Sysplex、Geographically Dispersed Parallel Sysplex、HiperSocketなどがある。これらのメインフレームプラットフォームのLPAR関連機能は、1台のサーバーで最大60個のLPARをサポートするが、メインフレームでは更にソフトウェアレベルの仮想化であるz/VMを使用することにより、1台のサーバーで数千個のオペレーティングシステムのインスタンスをサポートできる。

## 参照
1. ↑  DB2 and Dynamic Logical Partitioning - IBM